# Falerna
Falerna ist eine italienische Gemeinde in der Provinz Catanzaro in Kalabrien mit 3902 Einwohnern (Stand 31. Dezember 2024).

## Lage und Daten
Falerna liegt 58 km westlich von Catanzaro an der Küste des Tyrrhenischen Meeres. Die Ortsteile sind Castiglione Marittimo, Falerna Scalo und Falerna Centro Capoluogo. Die Nachbargemeinden sind Gizzeria, Lamezia Terme, Nocera Terinese.

## Sehenswürdigkeiten
Der Ort ist ein Badeort am Tyrrhenischen Meer. In der Umgebung des Ortes steht eine Ruine einer Burg und die Reste eines Klosters. In den Ruinen des Klosters ist ein Fresko zu besichtigen.

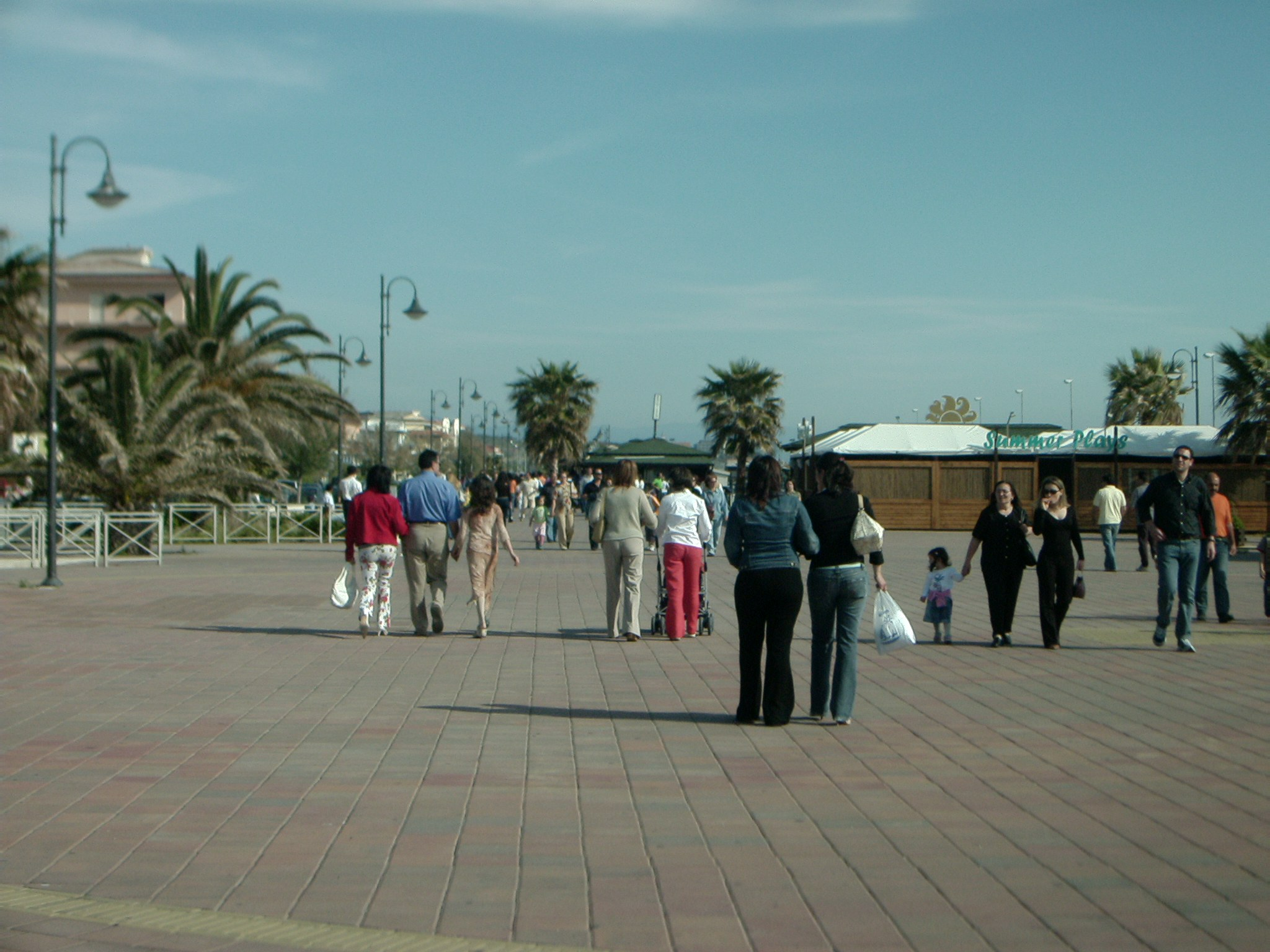
Strandpromenade